# AN/TPQ-36

Логотип программы AN/TPQ-36 Firefinder radar

AN/TPQ-36 — подвижная РЛС контрбатарейной борьбы производства компаний Northrop Grumman и ThalesRaytheonSystems (бывшая Hughes Aircraft, которая была приобретена компанией Raytheon). Данная система предназначена для обнаружения и определения координат огневых позиций главным образом миномётов, а также артиллерийских орудий и РСЗО  с целью обеспечения контрбатарейного огня. Радары, как правило, прицепные, буксируются внедорожниками HMMWV.

## Спецификация
AN/TPQ-36 имеет электронное сканирование, то есть сама антенна не движется, хотя её положение и может быть изменено вручную. Установка также может поддерживать собственную артиллерию для более точного наведения при контрбатарейной борьбе или просто для корректировки огня. Установка может находить места расположения миномётов, артиллерии, РСЗО и ракетных пусковых установок. Одновременная обработка 10 единиц оружия. Обнаруживает цели в первом цикле обзора. Может использоваться для ударной пристрелки цели и пристрелки на высоких разрывах. Позволяет взаимодействовать при тактическом управлении огнём. Рассчитывает места попадания вражеских снарядов. Максимальная дальность — 24 километра, на этой дистанции засекаются ракеты, а артиллерия засекается на расстоянии 18 километров. Сектор обзора по азимуту — 90°. Антенна X-диапазона работает на 32-х несущих частотах.
Электрические характеристики: 115/200 В переменного тока, 400 Гц, 3 фазы, 8 кВт. Импульсная мощность передатчика не менее 23 кВт. Одновременно отслеживает до 99 целей. Существует режим полевых учений. Цифровой интерфейс передачи данных.

### Расшифровка названия
Согласно Joint Electronics Type Designation System название AN/TPQ-36 расшифровывается так:
аббревиатура «AN/» обозначает армию (сухопутные войска) (от англ. army) и флот (морскую пехоту) (от англ. navy) — система номенклатуры JETDS
«Т» обозначает «транспортабельный», указывает, что эта установка может транспортироваться, но при этом не является неотъемлемой частью транспортного средства (сравните с «V» для установленных на транспортных средствах).
«P» указывает на радар.
«Q» обозначает радар специального назначения (многоцелевой), в этом случае контрбатарейный.
«36» обозначает 36-е поколение семейства TPQ-радаров

## Компоненты системы
Штатно система AN/TPQ-36 базируется на трех автомобилях HMMWV и трех одноосных прицепах:
- автомобиль HMMWV M1097 с аппаратным модулем (англ: vehicle cab control console (VCCC)),  буксирующий прицеп M116A2 с антенным модулем Q-36,
- HMMWV M1097 с генератором МЕР112А (мощность генератора 10кВт частота тока, 400Гц, напряжение 115/200B) , буксирующий прицеп M116A3 с дополнительным оборудованием (англ: Equipment Trailer Group (ETG)) ,
- разведывательно-грузовой автомобиль HMMWV M998/M1038 с запасным генератором PU-799 на буксире (могут отсутствовать. Например, для Украины не поставляются) .

Автомобиль управления может быть удален от антенны РЛС на расстояние до 50 м. Кроме того, система может управляться дистанционно с помощью выносного терминала управления с расстояния  до 100м.

### Аппаратный модуль
Размещается в стандартном легком многоцелевом контейнере. Оборудование контейнера: два автоматизированных рабочих места (АРМ) оператора; терминал автоматической системы управления (АСУ) FBCB2 AN/UYK-128; графический терминал РМD (Paper Map Display); аппаратура связи, обработки и передачи данных, и бортовая навигационная система MAPS (последняя устанавливается начиная с модификации (V)7 ) .
В свою очередь АРМ включает в себя малогабаритноый переносной специализированный компьютер, выносной терминал управления и ввода вывода данных,и  модуль сопряжения с аппаратурой связи ТСIМ. Выносной терминал управления и ввода вывода данных включает в себя малогабаритный переносной специализированный компьютер LCU и блок управления CDT(Remote Control Display Terminal ) обеспечивает управление станцией на удалении до 100 м.
Данные целеуказания передаются на средства огневого поражения и в АСУ огнем полевой артиллерии AFATDS с помощью УКВ-радиостанций  SINGARS AN/VRC-90, 92F и EPLRS AN/VSQ-2(V).
Бортовая навигационная система MAPS (Modular Azimuth Positioning System) включает в себя: терминал управления и ввода/вывода данных, инерциально-навигационный блок DRU, приемник КРНС NAVSTAR AN/ PSN-13 и одометр. Коррекция инерциально-навигационного блока производится по данным системы NAVSTAR, а в случае невозможности её использования  - по одометру.

### Антенный модуль
Размещается на одноосном прицепе. Включает в себя антенную систему, малошумящий усилитель, приемник, возбудитель и передатчик.
Антенная система представляет собой твердотельную фазированную антенную решетку (ФАР), содержащую 64 излучающих элемента. ФАР обеспечивает электронное управление положением луча диаграммы направленности по азимуту в секторе ±45° и углу места 2,45-6,95°. Сектор обзора может быть расширен до кругового за счёт механического вращения антенны.

## Модификации
AN/TPQ-36(V) был первоначально разработан в 70-х годах и принят на вооружение в начале 80-х.
- AN/TPQ-36(V)7 - добавлена модульная система азимутального позиционирования (MAPS). MAPS имеет лазерный гирокомпас, ориентированный на север, и инерциальную навигационную систему Honeywell H-726 с микропроцессорным управлением, что позволило уменьшить экипаж на два человека (с восьми до шести) , которые на  предыдущих версиях радара определяли географические координаты и направление на север  использовали геодезическую группу, чтобы определить широту, долготу и направление на север. Также MAPS позволяет оператору отключить питание системы и не потерять сохраненные данные, пока есть питание в аккумуляторе автомобиля. Вследствие уменьшения экипажа и веса электроники за счёт применения более современной элементной базы удалось разместить систему  на трёх автомобилях HMMWV с прицепами, вместо двух пятитонных грузовиков M923, на которых была установлена система модификации (V)5. Постановка на вооружение AN/TPQ-36(V)7 была завершена в третьем квартале 1995 года[6].
- AN / TPQ-36 (V) 8 - применен новый центр управления на базе процессоров Pentium с Windows-подобной операционной системой. Новый малошумный усилитель позволяет уменьшить количество ложных целей. Добавлен выносной терминал управления, который позволяет управлять радаром с расстояния до 100м, что увеличивает выживаемость оператора при поражении радара антирадарной ракетой[6].
- AN / TPQ36 (V) 10 - радиолокационный процессор компании Northrop Grumman  заменен новым процессором производства Thales Raytheon Systems. Также применен новый 1-гигабиттный коммутатор Ethernet, что позволяет  расширить пропускную способность сети, улучшить классификацию целей и уменьшить количество ложных целей[7].

## Производство
Установка производится как Northrop Grumman, производящей AN/TPQ-36(V)8, так и Hughes Aircraft Co., производящей AN/TPQ-36 на своём заводе в штате Миссисипи.

## На вооружении

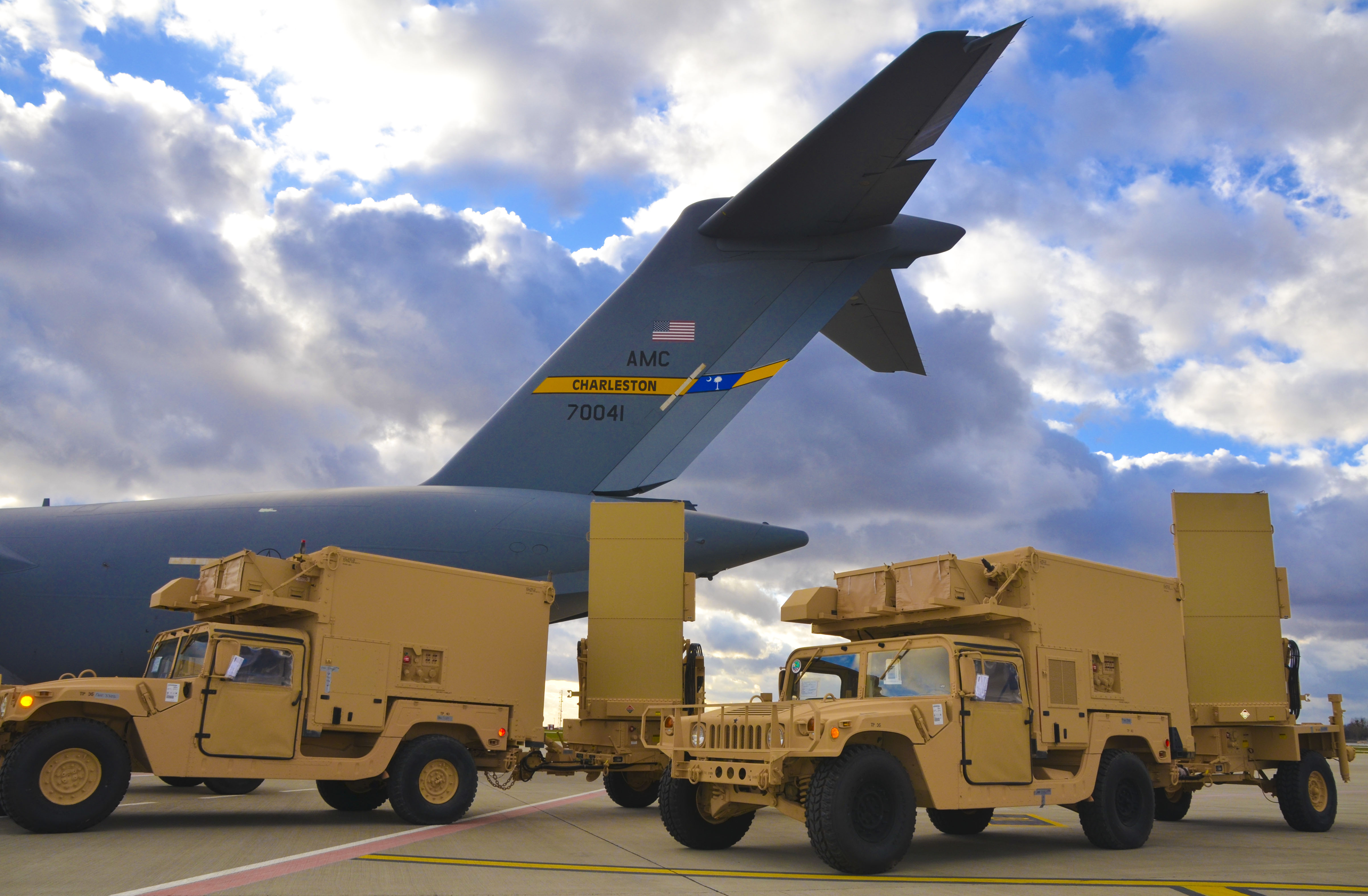
Две единицы AN/TPQ-36 поставленные Украине в 2015 году

- Австралия — 7 единиц, по состоянию на 2010 год[8]
- Греция — 5 единиц, по состоянию на 2016 год[9]
- Египет — некоторое количество, по состоянию на 2016 год[10]
- Иордания — 7 единиц (вместе с AN/TPQ-37), по состоянию на 2016 год[11]
- Испания — 2 единицы, по состоянию на 2016 год[12]
- Нидерланды — 6 единиц, по состоянию на 2016 год[13]
- Пакистан — некоторое количество, по состоянию на 2016 год[14]
- Республика Корея — некоторое количество, по состоянию на 2016 год[15]
- Саудовская Аравия — некоторое количество, по состоянию на 2016 год[16]
- Сингапур — некоторое количество, по состоянию на 2016 год[17]
- США:

Армия США — 98 единиц, по состоянию на 2016 год
Корпус морской пехоты США — 23 единицы, по состоянию на 2016 год
- Таиланд — некоторое количество, по состоянию на 2016 год[20]
- Турция —  некоторое количество, по состоянию на 2016 год[21]
- Украина — более 25 единиц, по состоянию на 2022 год[22][23][24][25]
- Шри-Ланка — 4 единицы, по состоянию на 2016 год[26]